# Do it!
„Do it!” – cyfrowy singel japońskiej piosenkarki Mai Kuraki, wydany 9 marca 2018 roku.
Utwór posłużył jako oficjalna piosenka maratonu 2018 Nagoya Women's Marathon. Kuraki wykonała utwór podczas maratonu, który odbył się 11 marca 2018 roku.

## Lista utworów
| Nr | Tytuł utworu | Tekst      | Kompozycja     | Aranżacja        | Długość |
| -- | ------------ | ---------- | -------------- | ---------------- | ------- |
| 1. | „Do it!”     | Mai Kuraki | Akito Tokunaga | Akihito Tokunaga | 3:51    |

## Notowania
| Lista                          | Pozycja |
| ------------------------------ | ------- |
| Billboard Japan Download Songs | 74      |
| mora Weekly Singles            | 4       |
| music.jp Weekly Singles        | 15      |
| RecoChoku Weekly Singles       | 6       |
| Dwango Weekly Singles          | 38      |